# アイ高野
アイ 高野（アイ たかの、1951年1月12日 - 2006年4月1日）は、日本の歌手、ドラマー。東京都出身。ソロでは、あい たかの名義で活動していた時期あり。本名は、高野 元成（たかの もとなり）。愛称は、モッチン。

## 経歴
東京都大田区西蒲田（旧、蓮沼）出身。父親は芸名、ジョージ高野（本名、高野平助）軍楽隊出身のサキソホーン演奏者。アイ高野は小学校時代からピアノ、バイオリン、ギターと音楽の英才教育を父親から受けており各種の楽器を弾きこなしていた。1967年、「ザ・カーナビーツ」を結成。16歳で『好きさ好きさ好きさ』（1967年）が120万枚を売上、大ヒットとなった。その後も『恋をしようよジェニー』、『オーケイ』等のスマッシュヒットを飛ばし、GSブームを牽引した。在籍時にはイギリスのロックバンド、「The Walker Brothers」のメンバー、ゲイリー・ウォーカーとのジョイント・シングルを発表（『恋の朝焼け』。英語タイトルは『Cutie Morning Moon』）。1969年にザ・カーナビーツは解散。なお、1stアルバム収録曲の『素敵なサンディー』は、1993年に「Wellwater Conspiracy」（アメリカのロックバンド）によってカバーされた。
ザ・カーナビーツが解散してすぐに「エディ藩グループ」に参加するが、翌1970年に半数以上のメンバーが抜けた「ザ・ゴールデン・カップス」と合併することになり、そのままザ・ゴールデン・カップスのドラマーに収まってアルバムとシングルを2枚ずつ残す。アイは「音楽は自分にとって水や空気と同じで、音楽を辞めることは死ぬことと同じ」という考えを越川ヒロシに語るほど、音楽を愛していたという。
ソロとして、筒美京平から楽曲の提供を受けたが、自分の音楽性と合わないという理由で提供を辞退している。越川ヒロシによると、その楽曲は西城秀樹が小ヒットさせた「恋する季節」だったという。1972年にザ・ゴールデン・カップスが解散した直後は「あい たかの」名義でソロ活動し、シングル『そよ風のバラード（/初恋の森）』（スウィング・ウエストのカバー）、同名のアルバム、シングル『青空よ帰ってこい（/人生進行形）』を続けてリリースしたのち、再びエディ藩グループに加わる。しかし、程なくして脱退し「ママリンゴ（ニュー・ゴールデン・カップス）」と「ミッキー吉野グループ」を渡り歩く。レコードデビュー以前のゴダイゴの、初期メンバーにも加わっている。
1970年代後半には、ロックミュージカル劇団「ミスター・スリム・カンパニー」の劇伴演奏バンド「スーパーマン」に属してアルバム『ミスター・スリム』(1976年)を発表したり、自らのリーダーアルバム『コミュニケイション - アイ高野とロックン・ロール・フレンズ』（1977年）を発表したりした。他にも、「ゴダイゴ」のドラマー浅野良治の代役や、岩城こう一や中村雅俊のコンサートのバックバンドなどを務めたり、「竹田和夫オールスターズ」に参加したり、「アイ高野オールスターズ」を組んでライブを行ったりした。
1980年には「ブルース・クリエイション」を母体とした「クリエイション」に参加。アイ高野加入時から音楽性が大幅に変化した。この時期、バンド名の日本語表記をそれまでの「クリエイション」から「クリエーション」へと変更。アクションTVドラマ『プロハンター』（1981年）の主題歌『ロンリー・ハート (Lonely Heart)』がヒット。
この頃にはソロ活動も並行して行っており、『ビッグ・トゥモロー（/アゲィンスト）』（1981年）や『シティ・サバイバル（/ビッグ・トゥモロー）』（1982年）といったシングルをリリース。さらに、パーカッション奏者として、松田優作の歌手活動（1981年）やエディ藩のソロ活動（1982年）を、クリエーションのメンバーらと共にサポートした。
1983年には特撮TVドラマ『ペットントン』の主題歌、1985年には同『巨獣特捜ジャスピオン』の主題歌をアイ高野名義で歌唱。また、MOTCHIN名義で1983年にロボットTVアニメ『銀河疾風サスライガー』の主題歌を担当するとともに、1983年～1984年にかけてはラブコメTVアニメ『愛してナイト』に関わり、藤村幸宏らと「アイ高野とビーハイヴ（BEEHIVE）」としてシングルおよびアルバムを2枚発表した（久石譲が作編曲で関わっている）。アイはGSの複数バンドのメンバーを集めた「タイガース・メモリアル・クラブ・バンド」にも参加している。
その後も、NHKみんなのうたの『ラ(LA)・ラ(LA)・ラ(LA)』を担当したり、タケカワユキヒデと共同作業をおこなった。浅野孝己との単発ユニット、親友安岡力也やSSW東ユースケとRAYSを結成したり、GS関連の企画コンサートに精力的に出演するなどの活動をおこなった。
2006年4月1日、急性心不全のため都内の病院で死去。没年55歳。告別式には、ザ・ゴールデン・カップスのメンバー3人、ジョー山中、安岡力也、真木ひでと、鈴木ヒロミツ、加橋かつみ、渡辺茂樹、岡本信、ザ・カーナビーツの越川ヒロシ、喜多村次郎、岡忠夫、ポール岡田らが参列した。

## ディスコグラフィ

### シングル
- そよ風のバラード（1972年） - あい たかの 名義
- 青空よ帰ってこい（1972年） - あい たかの 名義
- ボーイ・ハント（1977年、プロモーション盤のみ）
- アイ・ウォント・アイ・ニード・アイ・ラブ・ユー（1978年、作曲を担当） - 安西マリア
- ブラザーズ・ソング（1981年、『ヨコハマBJブルース』主題歌） - 松田優作
  - クリエイションのメンバーとしてバック演奏を担当。
- 横浜ホンキートンク・ブルース（1981年、クリエーションとしてバックアップ） - エディ藩
- ノー・コメント（1983年、クリエイションとしてバックアップ） - ELICA英莉花
- 銀河疾風サスライガー（1983年、『銀河疾風サスライガー』主題歌） - MOTCHIN 名義
- ロング・グッナイ（1983年、『銀河疾風サスライガー』挿入歌） - MOTCHIN 名義
  - アイ高野が作曲も担当。
- プラネッツ・ベイ・ロード（1983年、『銀河疾風サスライガー』挿入歌） - MOTCHIN 名義
- ペットントン（1983年、『ペットントン』主題歌）
- ROCK TO THE MUSIC（1983年） - ジャン ケン ポー/JAN KEN POW 名義
- スペース小町（1983年、『天まであがれ! 2』主題歌） - ジャン ケン ポー/JAN KEN POW 名義
- 恋する気持ちはドーナツの中（1984年、『OKAWARI-BOY スターザンS』EDテーマ）
- おれが正義だ!ジャスピオン（1985年、『巨獣特捜ジャスピオン』主題歌）
- 懐かしきラブソング（1988年） - タイガース・メモリアル・クラブ・バンド 名義
- 君よ女神のままに（1990年、『ぼくと、ぼくらの夏』主題歌） - タイガース・メモリアル・クラブ・バンド 名義
- 好きさ好きさ好きさ（1991年、ゲストボーカルで参加） - Mi-Ke
- ブルーシャトウを君だけに（1992年、マキシシングル） - タイガース・メモリアル・クラブ・バンド 名義
- OH OH OH（1995年） - タイガース・メモリアル・クラブ・バンド 名義
- 負けないぜ!!～俺たちのメロディー～（1998年、真木ひでと版） - アダルティ 名義
- 負けないぜ!!～俺たちのメロディー～（2004年、安岡力也版） - RAYS 名義

他多数

### アルバム
- そよ風のバラード（1972年） - あい たかの 名義
- 1974 ONE STEP FESTIVAL（2019年、発掘ライブ音源） - ミッキー吉野グループ 名義
- 神出鬼没 - nowhere to belong（2013年、お蔵入りになっていた1976年の録音物） - 横倉祐児
  - アイ高野を含むミッキー吉野グループが全面バックアップしたボーカリストの作品。
- NEW YORK（1978年、8人のギタリストによるフュージョンアルバム） コンピレーション
- ハーデスト・デー（1981年、クリエイションとしてバックアップ） - 松田優作
  - 丁度バンド名が「クリエイション」から「クリエーション」に切り替わる時期。
- ハーデスト・ナイト・ライブ（1981年、バックバンドで参加したライブ作品） - 松田優作
  - Midnight Ramblerは、クリエーションのアルバムにも収録されているアイ高野が作った曲。
- グループ・サウンズ・グッディーズ VOL.2～5（1981年、G.S.ソングの新録音集） コンピレーション
  - VOL.1には未収録。
- さらば愛しき女よ（1982年、バックボーカルで参加） - 内田裕也
- BLUE JADE（1982年、クリエーションでバックアップ） - エディ藩
- ネオン・シティ（1982年、ドラムで個人参加） - エディ藩
- 横浜ルネッサンス（1983年、作曲で参加） - デイヴ平尾
- ELICACY野性美学（1983年、クリエイションでバックアップ＆作曲も担当） - ELICA英莉花

- 銀河疾風サスライガー オリジナル・サウンドトラック（1983年、同名アニメのサントラ） コンピレーション
- 銀河疾風サスライガーII オリジナル・サウンドトラック（1983年、サントラの第二集） コンピレーション
- OKAWARI-BOY スターザンS 音楽集（1984年、同名アニメのサントラ） コンピレーション
- PARTNER（1984年、同名漫画のイメージアルバム） コンピレーション
- 湘南爆走族（1984年、同名漫画のイメージアルバム） コンピレーション
- 湘南爆走族II 湘爆ハート☆ブレイク（1985年、イメージアルバムの続編） コンピレーション
- 巨獣特捜ジャスピオン ヒット曲集（1985年、同名ドラマのサントラ） コンピレーション
- わくわく動物ソング（1985年、同名TV番組のサントラ） コンピレーション
  - 同じTBSの番組『わくわく動物ランド』とは無関係。
- WE LOVE KENTO'S（1986年、二枚組ライブ作品） コンピレーション
- グループ・サウンズ・カーニバル（1986年、ライブ作品） コンピレーション
- 優＆魅衣（1987年、同名漫画のイメージアルバム） コンピレーション
- タイガース・メモリアル・クラブ・バンド（1988年） - タイガース・メモリアル・クラブ・バンド 名義
- タイガース・メモリアル・クラブ・バンドII（1990年） - タイガース・メモリアル・クラブ・バンド 名義
- Hello Everybody（2006年、ミニアルバム） - SUPER GROUP SOUNDS 名義
  - 生前最後の録音曲を含む自主製作の追悼盤。

他多数

## 映画
- ザ・カーナビーツとして
  - 恋人と呼んでみたい（1968年）
  - 嵐に立つ（1968年）
  - 初恋宣言（1968年）
  - ある女子高医の記録妊娠（1968年）
- サラリーマン悪党術（1968年） - 長谷川役
- 爆発!750cc族（1976年） - アイ高野バンドとして
- ヨコハマBJブルース（1981年） - クリエーションとして
- ぼくと、ぼくらの夏（1990年） - ラジオディレクター
- ザ・ゴールデン・カップス ワンモアタイム（2004年） - 本人

## テレビドラマ
- わたしは海（1978年）

## 舞台
- 傷だらけの天使（1985年） - 乾アキラ役
- ミュージカルスターマイツ（1991年）